# Phạm Bằng (nhà cách mạng)
Phạm Bằng (1911–1947), thường gọi là Giáo Bằng, là một nhà cách mạng Việt Nam, Đại biểu Quốc hội Việt Nam khóa I.

## Cuộc đời
Phạm Bằng sinh năm 1911 trong một gia đình nông dân ở làng Thạnh Bình, tổng Tiên Giang Thượng, huyện Tiên Phước (tách ra từ phủ Tam Kỳ vào năm 1916), nay là thôn 2, xã Tiên Cảnh, huyện Tiên Phước, tỉnh Quảng Nam. Thuở nhỏ, do trong làng không có trường học, ông phải lên phủ Tam Kỳ để học tập. Sau khi tốt nghiệp bậc Tiểu học trường Pháp - Việt, ông về quê dạy học ở trường Sơ cấp trên tổng.
Cuối năm 1939, Tỉnh ủy viên Khưu Thúc Cự của Tỉnh ủy Quảng Nam đến Tiên Phước để bắt liên lạc với Phạm Bằng. Chưa được bao lâu, Khưu Thúc Cự bị bắt, ông bị mất liên lạc với tổ chức Đảng. Đến đầu năm 1941, theo chỉ thị của Tỉnh ủy, Tỉnh ủy viên Nguyễn Sắc Kim đến Tiên Phước để xây dựng chiến khu, đồng thời bắt nối lại với ông.
Tháng 3 năm 1941, dưới sự chỉ đạo của Nguyễn Sắc Kim, Chi bộ làng Thạnh Bình (chi bộ đầu tiên của huyện) được thành lập gồm Phạm Bằng, Đào Trợ, Lê Quyên, Huỳnh Hóa, do Phạm Bằng làm Bí thư. Trong khoảng thời gian 1941–1943, ông tích cực tham gia các phong trào đấu tranh, phát triển cơ sở Đảng. Tháng 5 năm 1943, do có kẻ khai báo, thực dân Pháp biết được căn nhà của ông là nơi liên lạc của tổ chức. Cuối tháng 5, ông bị bắt cùng với các đồng chí Phan Thị Nể, Nguyễn Hàng và bị kết án 1 năm tù, giam giữ tại Hội An.
Năm 1944, ông ra tù, tham gia công tác chuẩn bị khởi nghĩa. Ngày 18 tháng 8 năm 1945, ông cùng Phạm Toàn chỉ huy đội thanh niên vũ trang giành chính quyền ở tổng Tiên Giang Thượng và huyện lỵ Tiên Phước. Ngày 20 tháng 8, Ủy ban nhân dân cách mạng lâm thời huyện Tiên Phước được thành lập do Phạm Bằng làm Chủ tịch.
Ngày 6 tháng 1 năm 1946, ông trúng cử Đại biểu Quốc hội khóa đầu tiên. Tuy nhiên, do vết thương cũ từ thời bị giam giữ tái phát, ông buộc phải bỏ dở công tác để về quê dưỡng bệnh. Ngày 23 tháng 10 năm 1947, ông mất ở quê nhà.

## Gia đình
Vợ ông là bà Huỳnh Thị Châu, là cháu họ của Bộ trưởng Bộ Nội vụ Huỳnh Thúc Kháng. Bà Châu cũng tham gia hoạt động cách mạng và bị bắt giam ở Hội An, mất năm 1944.

## Vinh danh
Tên của ông được đặt cho một con đường ở quận Hòa Vang (Đà Nẵng).